# Justicia flava
Espèce
Synonymes
- Adhatoda fasciata Nees[1]
- Adhatoda major Nees[1]
- Adhatoda plicata (Vahl) Nees[1]
- Adhatoda suaveolens Nees[1]
- Beloperone aurea Leonard[1]
- Carima sulcata Raf.[1]
- Dianthera americana var. flava Forssk.[1]
- Dianthera flava (Forssk.) Vahl[1]
- Ecbolium flavum (Forssk.) Kuntze[1]
- Ecbolium majus (Nees) Kuntze[1]
- Ecbolium sulcatum (Vahl) Kuntze[1]
- Justicia sulcata Vahl[1]
- Justicia trifasciata E.Mey. ex Nees[1]

Justicia flava (Forssk.) Vahl est une espèce de plantes à fleurs de la famille des Acanthaceae et du genre Justicia, très répandue en Afrique tropicale, mais également dans la péninsule Arabique.